# Taihang Shan

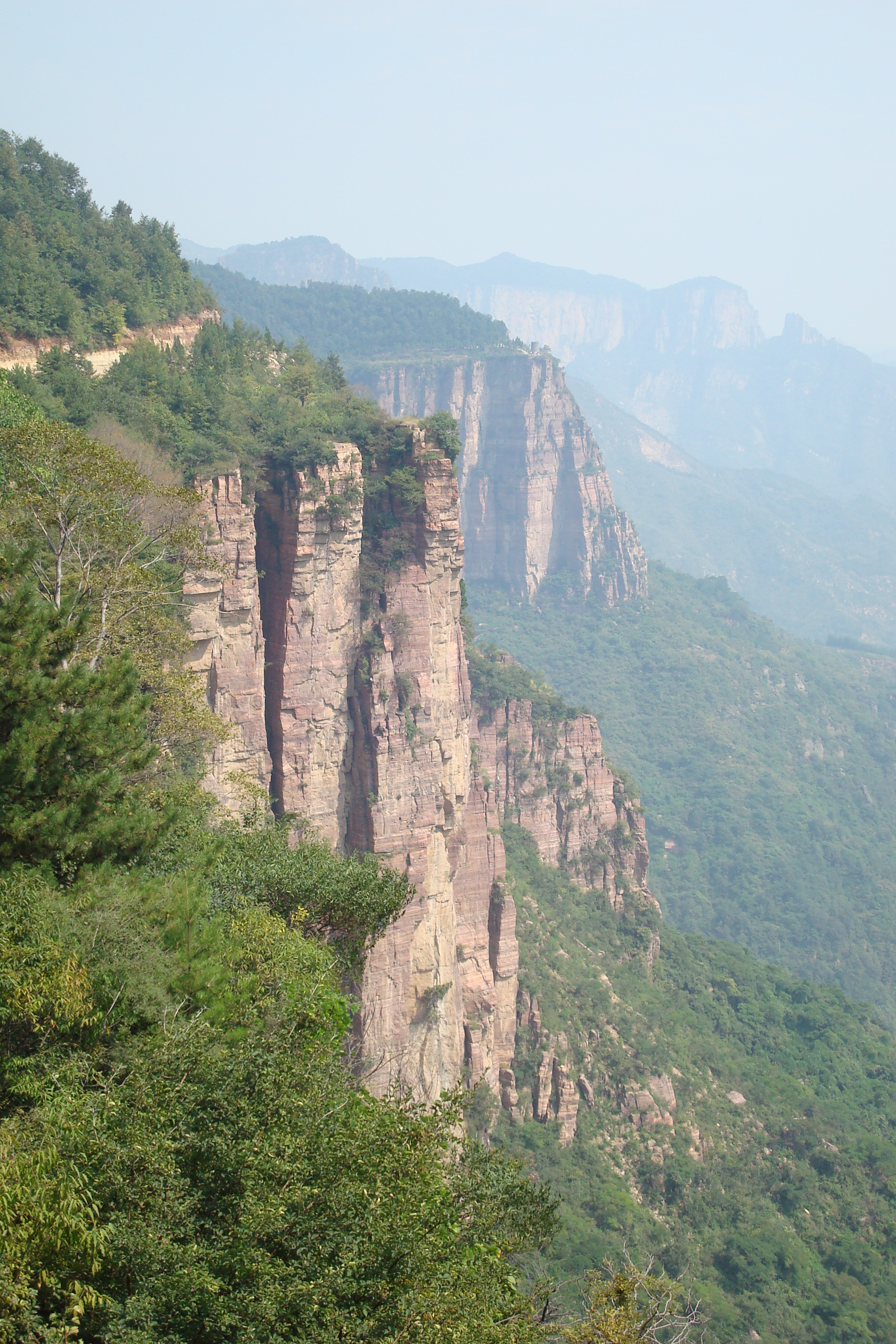
Rotswanden nabij Guoliang (provincie Henan).

De Taihang Shan (Chinees: 太行山, pinyin: tàihángshān) is een gebergte in het noorden van China. Het gebergte ligt in zuidzuidwestelijke naar noordnoordoostelijke richting. Het is ongeveer 400 km lang, met toppen van ongeveer 1500 tot 2000 m boven zeeniveau, en enkele uitschieters tot 3000 m. De Taihang Shan vormt de scheiding tussen het droge Lössplateau in het westen en het Noord-Chinees laagland rondom de hoofdstad Beijing in het oosten. Eveneens vormt de Taihang Shan de grens tussen de provincies Shanxi en Hebei. Het zuidelijke uiteinde loopt dood op de vallei van de Huang He (Gele Rivier) en ligt in de provincie Henan.

## Geografie
De hellingen aan de oostzijde van de Taihang Shan zijn steil en rijzen abrupt op uit de Noord-Chinese vlakte. Hier bestaat het landschap uit hoge rotswanden en nauwe kloven. Aan de westzijde zijn de hellingen veel minder uitgesproken en gaat het gebergte geleidelijk over in het plateauland van Shanxi. De hoogste toppen zijn de Xiaowutai (2882 m) en de Beitaiding (3061 m) in het massief van de Wutai Shan. De Wutai Shan is een van de vier boeddhistische bergen van China. Doornaast bevat het gebergte ook de Heng Shan (2017 m), de noordelijke van de vijf heilige bergen van China.
De zuidoostelijke flank van de Taihang Shan wordt bevloeit door de vele zijrivieren van de Hai He. Twee daarvan, de Zhang He en Hutuo He, maken doorbraakdalen door het gebergte en bevloeien ook de andere (oostelijke) zijde waar de bergen overgaan in het plateauland van Shanxi.
De beruchte acht kloven door de Taihang Shan vormden eeuwenlang de lastige verbinding tussen Shanxi en Hebei. In 1907 kwam de spoorlijn tussen Shijiazhuang (Hebei) en Taiyuan (Shanxi) gereed. In 2009, meer dan een eeuw later, werd de verbinding voor hogesnelheidstreinen toegankelijk dankzij de aanleg van de 28 km lange Taihangtunnel.
Een deel van de Grote Muur loopt langs de oostelijke opmaat van het gebergte.

## Geologie
Het gebergte bestaat geologisch uit een serie overschuivingen naar het oostzuidoosten, die werden gevormd tijdens het Jura. Het gesteente bestaat uit Precambrische gneis en graniet en Paleozoïsche kalk- en leisteen.
Er bevinden zich enkele belangrijke steenkoolreservoirs, met name bij Handan in Hebei. De winning van steenkool in het gebied gaat door zolang kolencentrales een belangrijk deel van de energievoorziening in het noorden van China leveren.

## Klimaat
Het klimaat van de Taihang Shan wisselt tussen koude steppeklimaten en continentale klimaten met een warme en natte zomer. De oostelijke hellingen van het gebergte zijn de loefzijde. Rond de hellingen hangt vaak nevel en bewolking. De westzijde is aanzienlijk droger.